# Řízek

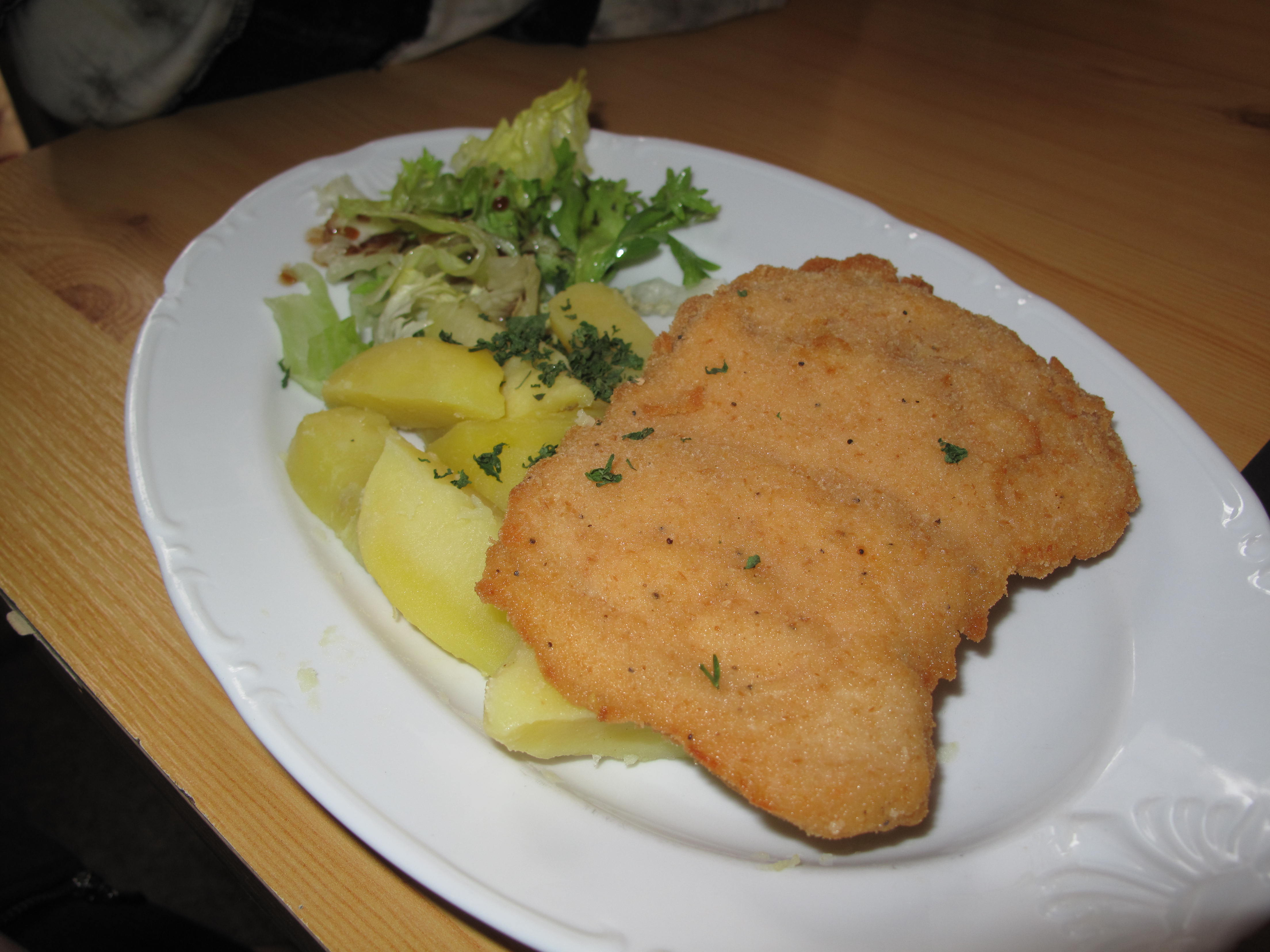
Řízek s bramborami

Řízek je plátek masa, který může být jako pokrm připravován obalený v trojobalu nebo bez obalu, tzv. přírodní řízek. Může být před přípravou naklepán paličkou či jinak. Nejčastěji se používá maso vepřové nebo kuřecí, někdy i telecí. Plátek masa se tepelně upravuje smažením nebo fritováním. Podává se obvykle s bramborovým salátem, hranolky, rýží či s bramborami, popř. se jí s chlebem jako sendvič.

## Druhy řízků
- Český řízek: Recept na český vepřový řízek původně vznikl za dob Rakouska-Uherska z rakouského receptu na vídeňský řízek. Připravuje se tak, že plátek masa se naklepe, osolí a opepří, obalí v trojobalu a smaží na oleji.
- Vídeňský řízek
- Přírodní řízek
- Porthaus (z hovězího)
- Cordon bleu
- Černohorský řízek[1]
- Prezidentský řízek
- Pavlišovský (či úpický) řízek[2]: smažený vepřový řízek v trojobalu s dušeným kysaným zelím a omaštěným houskovým knedlíkem.

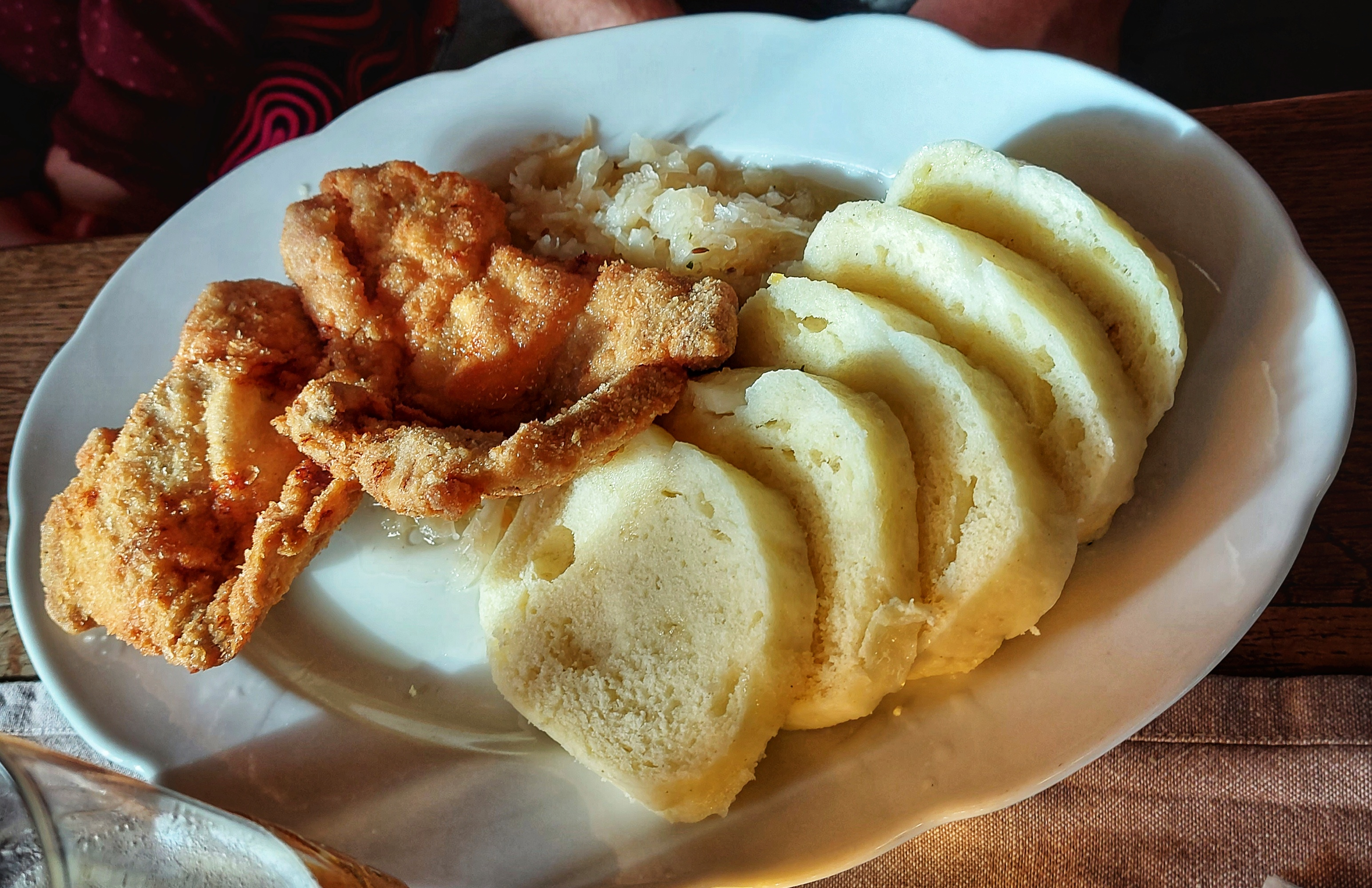
Řízek „Pavlišov“

- Savojský řízek
- Brněnský řízek

## Jiné
Jako „řízky“ se označují i bezmasé pokrmy, které se připravují podobně jako řízky.
- Veganský řízek
- Vegetariánský řízek
- Bramborový řízek

Čeština používá i výrazy holandský či sekaný řízek, i když se nejedná o plátek masa, ale o maso mleté. Holandský řízek je karbanátek, který se připravuje z mletého vepřového masa (nejčastěji bůčku) a tvrdšího sýra. Tato směs masa a sýra se poté obaluje v trojobale (hladká mouka, vejce, strouhanka) a smaží. Navzdory svému názvu nepochází z Nizozemska, ale je to ryze český pokrm. Svůj název získal kvůli sýru, který se do něj přidává. S Holandskem tento pokrm spojuje leda město Edam a Gouda, odkud pocházejí sýry, které se nejčastěji k masu přidávají.